# دیدیه لوبو
دیدیه لوبو (فرانسوی: Didier Lebaud‎؛ زادهٔ ۲ دسامبر ۱۹۵۴) دوچرخه‌سوار اهل فرانسه است.